# Lovro von Matačić
Lovro von Matačić (Sussak, 14 febbraio 1899 – Zagabria, 4 gennaio 1985) è stato un direttore d'orchestra e compositore croato.
Attivo anche come regista d'opera, fu una delle personalità musicali di maggior spicco della ex Jugoslavia e della Croazia.

## Biografia e carriera
Nato a Sussak, oggi borgo sudorientale di Fiume di là dall'Eneo, all'epoca cittadina del Regno di Croazia e Slavonia sottoposto al Regno d'Ungheria, studia a Vienna,  dove da bambino canta in un coro e dove si diploma in pianoforte, organo, composizione e direzione d'orchestra. Muove i primi passi professionali all'opera di Colonia e a Zagabria.
Essendo stato attivo nel corso della II Guerra Mondiale nella capitale croata, dove governava il regime ustascia, oltre che responsabile musicale di tutte le orchestre della Croazia, al termine del conflitto viene considerato  dal nuovo potere stalinista un "nemico del popolo" e, internato in un campo di prigionia, in un primo momento viene condannato a morte. Lo salva l'intervento dell'ideologo dei comunisti jugoslavi Moša Pijade (ebreo come la moglie di Matačić), che intercede presso il Maresciallo Tito. Questi in seguito assisterà a numerosi suoi concerti e direzioni operistiche e tra i due nascerà una strana amicizia (si dice in proposito, e Matačić non lo ha mai smentito, che alla notizia della morte del maresciallo si astenne dal dirigere il concerto che aveva in programma quella sera alla Scala). In anni precedenti gli era stato però vietato di dirigere a Zagabria, ma ciò non gli aveva impedito di diventare uno dei padri dei Giochi Estivi di Ragusa, la più importante manifestazione musicale del paese.
Dirige in tutte le principali città dell'allora Jugoslavia e grazie alla sua fama internazionale i grandi nomi della musica sinfonica, concertistica e lirica cominciano a frequentare i teatri jugoslavi. A livello internazionale appare all'Opera di Parigi (Boris Godunov), a Dresda, Monaco di Baviera, Londra, Tokyo, Bayreuth, Cleveland, Riga, Montecarlo. A Vienna, su invito di Herbert von Karajan, dirige i Wiener Philharmoniker e, con la Staatsoper, Andrea Chénier (con Franco Corelli e Renata Tebaldi). A Berlino è chiamato da Wilhelm Furtwängler come direttore ospite dei Berliner Philharmoniker. Alla Scala mette in scena e dirige Pagliacci (con Franco Corelli e Tito Gobbi), La fanciulla del west e Il principe Igor'. Appare anche a Roma, Venezia, Palermo (nella Tetralogia wagneriana), Catania, Cagliari, Bologna, Genova, Torino. Collabora con importanti solisti, quali il violinista David Oistrach e i pianisti Svjatoslav Richter e Arthur Rubinstein, oltre che con Sergej Rachmaninov.
Incide prevalentemente con la Columbia. Per la Rai registra I maestri cantori di Norimberga, le nove sinfonie di Beethoven e La vedova allegra. Diviene membro dell'Accademia Tiberina e ottiene molteplici riconoscimenti internazionali.